# Boissey-le-Châtel
Boissey-le-Châtel är en kommun i departementet Eure i regionen Normandie i norra Frankrike. Kommunen ligger i kantonen Bourgtheroulde-Infreville som tillhör arrondissementet Bernay. År 2022 hade Boissey-le-Châtel 877 invånare.

## Befolkningsutveckling
Antalet invånare i kommunen Boissey-le-Châtel
Referens:INSEE